# Erbil Sport Club
L'Erbil Sport Club, també anomenat Arbil Sport Club o Hewler Sport Club (kurd: یانهی وهرزشی ههولێر; àrab: نادي أربيل, Nādī Arbīl) és un club kurd-iraquià de futbol de la ciutat d'Arbela.
El club va ser fundat el 3 de novembre 1968. Es proclamà campió d'Iraq les temporades 2006-07 i 2007-08.

## Palmarès
- Lliga iraquiana de futbol:[3]
  - 2006–07, 2007–08, 2008–09, 2011–12

- Lliga de Kurdistan:
  - 2009–10, 2011–12, 2015–16